# Бургталер

Бургталер

Бургталер (нім. Burgtaler, від нім. Burg - замок) — назва одного з п'яти типів талерів, викарбуваних під час правління Марії Єверської (1511-1575) з зображеним на реверсі замком.
Практично все життя неодруженої правительки крихітної німецької землі Євер Марії пройшло у сварці з графами Східної Фризії, які прагнули включити її землі до складу своїх володінь. Княгиня проявила себе діяльною і тямущою правителькою, яка змогла відстояти своє князівство від зазіхань сусідів. Серед численних нововведень було відкриття в 1560 монетного двору. На ньому і викарбували нікчемним тиражем бургталери. 
На аверсі, однаковому з дорненкранцталером, поміщений щит із зображенням єверського лева, а також круговий напис «Maria • G • D • М • F • T • IEVER • RV • OS • W» (MARIA, geborene Dochter und Froichen tho Jever, Rustringen, Ostringen und Wangerland). У вільному перекладі це означає «Марія, спадкоємиця і правителька Евера, Рюстрінгена, Острингена та Вангерланда». На реверсі зображений замок із трьома вежами. На центральній вміщено постать святого Йодока. Круговий напис «VERTR(ue) • GOD • SO • WE(rd) • H(e) • D(i) • VT • HELPE(n)» у вільному перекладі позначає «Сподіваємося на Господа і Він нам допомагає».